# Fiesta en lo del Dr. Hermes

«Fiesta en lo del Dr. Hermes» es el primer sencillo del álbum Lámina Once de la banda uruguaya El Cuarteto de Nos. El tema es el primero en conseguir varios logros, como ser el primer trabajo bajo el sello independiente de la banda Porfiado Records. Una versión en vivo de la canción, grabada en los conciertos realizados en el Antel Arena (Montevideo, Uruguay) fue lanzada como sencillo el 26 de noviembre de 2021, siendo este el primer trabajo en vivo lanzado como parte de la discografía de la banda.

## Etimología
«Jefe de sueños, Hermes es el dios olímpico mensajero en la mitología griega. Este dios de multiforme ingenio, de astutos pensamientos, cruza las fronteras y estimula a ladrones y mentirosos».

## Video musical
La canción fue lanzada con un videoclip dirigido por Cali Ameglio y producido por Salado Ltda.. En el, se ve a la banda como multimillonarios que asisten a una fiesta a hacer sus tratos sucios. Junto al videoclip de Apocalipsis zombi (2017), son los únicos videoclips con convocatoria de fanáticos para su rodaje.

## Personal
- Roberto Musso: Guitarra y voz
- Santiago Tavella: Bajo
- Álvaro Pintos: Batería y percusiones
- Santiago Marrero: Teclados, sintetizadores y voces
- Gustavo «Topo» Antuña: Guitarras eléctricas

Músicos invitados
- Eduardo Cabra: Piano, programaciones, voces y guitarra eléctrica
- Coros:  Natalia Santaliz, Miguel Diffoot, Lucía Mesa, Dafne Cobelli, Fabio Gonzalez, Guillermo Pompillo
- Trompa: Joshua Pantoja
- Batería: José David Pérez
- Arreglo trompas: Roberto Musso, Eduardo Cabra y Bayoan Ríos

Producción general
- Producido por Eduardo Cabra
- Grabado por Uriel Dorfman, Eduardo Cabra y Harold Wendel Sanders en Vivace Music · Montevideo, UY y La Casa del sombrero · San Juan, PR
- Mezclado por Harold Wendel Sanders en La Casa del Sombrero · San Juan, PR
- Masterizado por Diego Calviño en 3:3:2 Studio · Buenos Aires, AR
- Producción Ejecutiva: Verónica Piana
- Editado por Porfiado Records